# Hydrophoria bavarica
Hydrophoria bavarica är en tvåvingeart som beskrevs av Willi Hennig 1969. Hydrophoria bavarica ingår i släktet Hydrophoria och familjen blomsterflugor. Inga underarter finns listade i Catalogue of Life.